# أولريكا ساندبرج
أولريكا ساندبرج هي دبلوماسية سويدية. أحدث تعيين لها كان كسفيرة السويد في أيرلندا وقبل ذلك في بلجيكا (ولكن بمقر في السويد) بالإضافة إلى الباكستان.  
في عام 2002، كتبت ساندبرج ورقة بعنوان «ديربان: المؤتمر العالمي الثالث لمكافحة العنصرية والتمييز العنصري وكره الأجانب وما يتصل بذلك من تعصب»، في المجلة الدولية لقانون العقوبات. كان ذلك هو تقريرها في مؤتمر حول العنصرية الذي عقد في ديربان، جنوب أفريقيا في عام 2000، والمشاكل التي واجهها المؤتمرون لتعريف التمييز. في عام 2005، كتبت ساندبرج تقريرًا من تسعة عشر صفحة بعنوان «حقوق الإنسان والإرهاب: بعض التعليقات على عمل لجنة الأمم المتحدة لحقوق الإنسان»، في المجلة الدولية لقانون العقوبات.
في عام 2006، لعبت ساندبرج دورًا رائدًا في الجهود السويدية لجعل البنك الدولي يدمج معايير حقوق الإنسان ضمن قروضه. 
عقدت ساندبرغ اجتماعات منتظمة مع رحمن مالك، وزير الداخلية الباكستاني، عندما تم القبض على أربعة مسلمين سويديين، مهدي غزالي، منير عوض، صفية بنودة، وطفلها البالغ من العمر عامين، وواجهوا مزاعم بوجود صلات تربطهم بالإرهاب.    تم القبض على الأربعة في 28 أغسطس 2009، وتم إطلاق سراحهم، بدون توجيه تهم، في 10 أكتوبر 2009.